# Putten (isola)
Putten è un'isola del delta del Reno, della Mosa e della Schelda, nella provincia dell'Olanda Meridionale nei Paesi Bassi. Il territorio dell'isola è compreso nella municipalità di Nissewaard, che si estende anche sull'adiacente isola di Voorne. L'area residenziale fa parte dei sobborghi della città di Rotterdam.
L'isola di Putten, ha formato insieme all'isola di Voorne, attraverso l'interramento del fiume Bernisse che le separava, un'unica isola detta Voorne-Putte. La successiva escavazione del letto del fiume, ha riportato le due isole ad essere separate.
Tra il 1216 e il 1459 Putten è stata sede della Signoria di Putten che si estendeva anche sulle isole di IJsselmonde, Hoeksche Waard e Flakkee.